# Блатно (Брежице)
Блатно (словен. Blatno) је насељено место у општини Брежице, Посавска регија, Словенија.

## Историја
До територијалне реорганизације у Словенији било је у саставу старе општине Брежице.

## Становништво
У попису становништва из 2011. године, Блатно је имало 156 становника.
| Број становника према пописима | Број становника према пописима | Број становника према пописима | Број становника према пописима | Број становника према пописима | Број становника према пописима | Број становника према пописима | Број становника према пописима | Број становника према пописима | Број становника према пописима | Број становника према пописима | Број становника према пописима | Број становника према пописима | Број становника према пописима |
| ------------------------------ | ------------------------------ | ------------------------------ | ------------------------------ | ------------------------------ | ------------------------------ | ------------------------------ | ------------------------------ | ------------------------------ | ------------------------------ | ------------------------------ | ------------------------------ | ------------------------------ | ------------------------------ |
| 1869                           | 1880                           | 1890                           | 1900                           | 1910                           | 1931                           | 1948                           | 1953                           | 1961                           | 1971                           | 1981                           | 1991                           | 2002                           | 2011                           |
| 263                            | 282                            | 292                            | 283                            | 279                            | 237                            | 254                            | 241                            | 210                            | 198                            | 205                            | 166                            | 157                            | 156                            |

Напомена: Године 2000. умањено за део насеља који је припојен насељу Сромље.

## Галерија
- римокатоличка црква "Св. Барбара"
- римокатоличка црква "Св. Јернеј"
- распеће